# Monte do Gozo

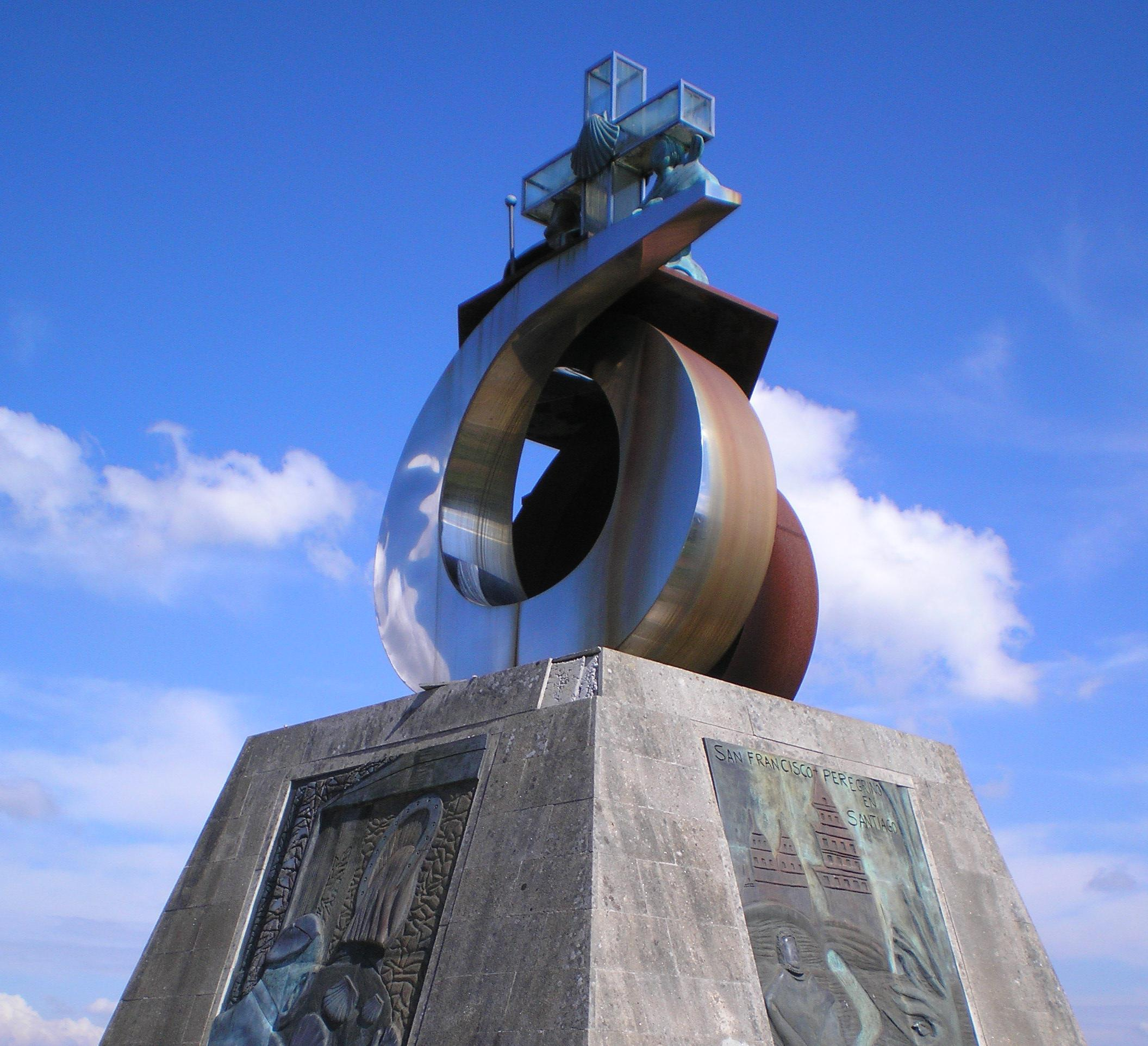
Monumento no topo do Monte do Gozo

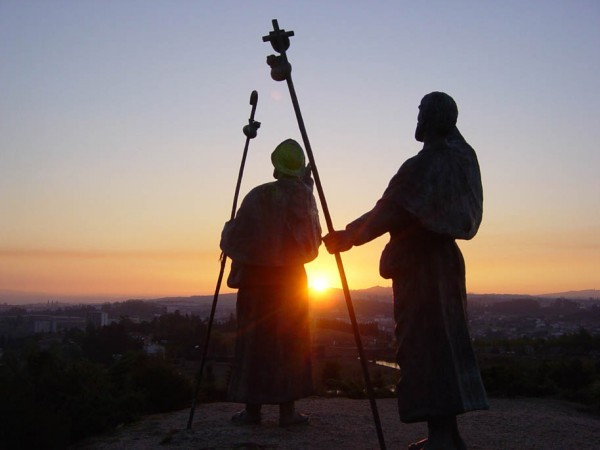
Estátuas dos peregrinos

O Monte do Gozo é uma elevação do terreno, situada em San Marcos, Bando, próxima a cidade de Santiago de Compostela, é chamada assim pelo sentimento de alegria que desperta nos peregrinos, já que este monte é o primeiro ponto no qual as pessoas que fazem o Caminhos de Santiago veem as torres da Catedral.

## História
Na Idade Média havia no monte uma capela, mandada construir por Diego Gelmires em 1105, onde os peregrinos se ajoelhavam em sinal de agradecimento por terem chegado até lá. A partir desse ponto muitos dos peregrinos a cavalo faziam o resto do caminho a pé (como Afonso XI) e outros rematava a sua peregrinação mesmo descalços. Esta capela foi abandonada no século XVII. 
Em 1989 fizeram-se grandes obras no monte para poder acolher ali a visita do Papa João Paulo II, motivada pela multitudinária Jornada Mundial da Juventude.
Actualmente o Monte do Gozo possui enormes instalações para acolher peregrinos, como um albergue com capacidade para centenas de pessoas, restaurante, cafeteira, lavandaria, loja, campo de futebol e um grande auditório descoberto, onde actuaram bandas como The Rolling Stones, Bruce Springsteen, Red Hot Chili Peppers, entre outras, diante de quarenta mil pessoas.